# André Luiz Chapéu
André Luiz Camargo Ribeiro, mais conhecido como André Luiz "Chapéu" (Salvador, 11 de dezembro de 1940 - Salvador, 20 de agosto de 1991) foi um dublador, estilista e ator brasileiro.

## Biografia
André Luiz nasceu em Salvador, no Estado da Bahia, onde estudou em escolas até se formar  jornalista, onde foi contratado para ser locutor e representante do Repórter Esso na Bahia nos Anos 60.
Se mudou para cidade do Rio de Janeiro, tornando-se figurinista dos atores na TV Tupi do Rio de Janeiro, onde passou se interessar por moda dos Anos 70 e anteriores. Na época, a palavra estilista não existia, apenas se usava costureiro.
Nessa época, no Rio de Janeiro, ganhou apelido de Chapéu, que anos mais tarde passou se chamar de André Luiz Chapéu. No entanto, não se sabe ao certo esse apelido, mas há duas versões: primeiro veio por conta de confeccionar como assistente do carnavalesco Arlindo Rodrigues; segundo veio por conta de ter papagaio que vivia solto pela casa gritando: "Chapéu, Chapéu, café , café!". O apelido acabou sendo agregado ao seu nome pelos fãs.
Também nos Anos 70, começou a carreira de dublagem  na Herbert Richers (no início da década), Telecine e Peri Filmes.
Com voz forte e engraçada, sempre dublava personagens d'Os Trapalhões e também alguns vilões nos filmes sempre fazia algum senhor ou treinador.
No auge da dublagem, durante os Anos 80, era considerado uns dos profissionais na área de dublagem dos atores de filmes e dar versão brasileira em diversos desenhos animados, geralmente de língua inglesa, requisitado em diversos estúdios brasileiros sediados no Rio de Janeiro. Dois exemplos de personagens marcantes e famosos: Tigrão do Ursinho Puff e Brutus do Popeye ganharam a voz de André Luiz. Esses dois desenhos animados eram dublados na Herbert Richers. Depois que André Luiz não queria mais dublar, Tigrão ficou com a voz de Isaac Bardavid e Brutus com a voz de Paulo Flores. 
Era marca registrada principalmente nos desenhos e profissional ímpar, passando muito bem o que queria com sua ótima interpretação e a voz característica e marcante.

## Afastamento
No início dos anos de 90, devido a problemas na saúde após início de infarto (pois não se tratou no início) foi obrigado a se afastar em definitivo da dublagem, substituído por Isaac Bardavid e Paulo Flores. Em seguida, volta para Salvador, Bahia, para viver com a família.

## Morte
Meses depois de deixar a dublagem e retornar para viver com familiares em Salvador, na Bahia, seu estado de saúde voltou a piorar e ele faleceu na mesma cidade.

## Dublagem
Essa lista está parcial.

### Desenhos
- Ironhide no desenho Transformers
- Sr. Wilson em Dennis, o Pimentinha
- Escamoso em ThunderCats
- Brutus em Popeye, O Novo Show do Popeye e Popeye e Filho [2]
- Metralha Montanha em Duck Tales, Os Caçadores de Aventuras.
- Gigante em Caverna do Dragão.
- Falador em Os Smurfs.
- Tigrão em As Novas Aventuras do Ursinho Puff
- Bolão em Os Treze Fantasmas do Scooby-Doo
- Comandante Todo em Patrulha Estelar
- Ironhide em Transformers
- Big Boss em C.O.P.S.
- Comandante Cobra em Comandos em Ação
- Samurai e Bizarro em O Desafio dos Superamigos
- General Dagar em Pirata do Espaço
- Gorila Tracey em Os Fantasmas
- Sargento Havoc em Rambo: A Força da Liberdade
- SawBoss em Jayce e os Guerreiros do Espaço
- Mordomo Cragmire em Os Flintstones Kids
- Sr. Roarke (Ricardo Montalban) - A Ilha da Fantasia
- Parker (Yaphet Kotto) - Alien - O 8º Passageiro
- Oficial Moses Hightower (Budda Smith) - Loucademia de Polícia 2 - Primeira Missão
- Leão Covarde (Bert Lahr) - O Mágico de Oz (1ª dublagem)
- A 3ª voz de Brainiac em Superamigos ou Superamigos ou Super Amigos (única voz do vilão na última série do desenho).
- Sr. Rico em Riquinho
- Sr. Perry White no 1º seriado de Superman.
- Desenhos de He-Man e She-Ra.
- Vilão Claw no desenho animado de Chuck Norris.[3]
- Foofur em Foofur.

### Séries
- K.A.R.R., Paul Frees em A Super Máquina.
- Lawrence, Christopher Hewett em A Ilha da Fantasia.
- Perry White, John Hamilton em As Aventuras do Super-Homem.
- Trevor Ochmonek, John LaMotta em ALF, o ETeimoso.
- Big Boss, Len Carlson em C.O.P.S..
- Capitão Stack Pierce em (V: A Batalha Final)
- Theo Kojak, Telly Savalas em Kojak.

### Filmes
- Zeke/Leão Covarde(Bert Lahr) em O Magico de Oz(DVD/Televisão).
- Parker (Yaphet Kotto) em Alien, o Oitavo Passageiro
- O Feiticeiro Lo Pan (James Hong) no filme Os Aventureiros do Bairro Proibido.
- Sam Pegler (Robert Keith) em Cimarron.
- Einstein o cão dinamarquês no filme Oliver e sua turma da Disney, em 1988
- Voz do diabo em forma de fumaça que tentava Jesus no deserto no filme Reis dos Reis.
- Paul L. Smith interpretando Brutos em Popeye (Redublagem para TV Globo)
- Personagens secundários em Superman II: A Aventura Continua.
- Carl Addams (Paolo Casolla) em Falcão, o Campeão dos Campeões.
- Personagens em A Lagoa Azul.
- Strother Martin em Rebeldia Indomável
- Personagens secundários (Policial Joe Charles e dois assaltantes) no Filme Desejo de Matar
- Cecil B. DeMille em Crepúsculo dos Deuses